# Белл, Рональд
Рональд Натан Белл (англ. Ronald Nathan Bell, также известный как Халис Байян англ. Khalis Bayyan; 1 ноября 1951, Янгстаун, Огайо — 9 сентября 2020, Американские Виргинские Острова) — американский композитор, певец, автор песен, аранжировщик, продюсер, саксофонист и один из основателей соул-группы Kool & the Gang. Группа записала девять синглов № 1 в стиле R&B в 1970-х и 1980-х годах, включая поп-сингл № 1 «Celebration». Группа отмечена на Голливудской Аллее славы и была включена в Зал славы авторов песен и Зал славы рок-н-ролла.

## Ранний период жизни
Белл родился в Янгстауне, штат Огайо, в семье Амины Байян (1932—2014) и Роберта «Бобби» Белла (1929—1985). Его отец был профессиональным боксёром и победителем любительского турнира «Золотые перчатки». Тренируясь в Элвуде, штат Нью-Йорк, он общался с джазовыми музыкантами и подружился с Майлзом Дэвисом и Телониусом Монком, которые жили в том же многоквартирном доме, что и старший Белл.
Рональд Белл и его старший брат Роберт «Кул» Белл познакомились с джазом в возрасте пяти или шести лет. В 1960 году его семья переехала в Джерси-Сити, штат Нью-Джерси. В 1964 году братья присоединились к друзьям по соседству Спайку Микенсу, Деннису Томасу, Рики Уэстфилду, Джорджу Брауну и Чарльзу Смиту, чтобы создать отличительную музыкальную смесь джаза, соула и фанка. Сначала группа называла себя «The Jazziacs», но затем сменила несколько названий — «New Dimensions», «Soul Town Band» и «Kool & the Flames» — прежде чем в 1968 году остановиться на названии «Kool & the Gang».

## Карьера
Рональд Белл сочинил, аранжировал, спродюсировал и исполнил некоторые из самых популярных произведений «Kool and the Gang». Он был музыкантом-самоучкой, и его отличительный звук присутствует в партиях духовых инструментов, баса, синтезатора и вокала группы. Он написал и спродюсировал многие песни Kool & the Gang, включая «Celebration», «Cherish», «Jungle Boogie», «Summer Madness» и «Open Sesame». Он сказал, что его любимая песня — «Celebration», которую он написал после прочтения отрывка из Корана.

## Личная жизнь и смерть
В 1972 году Белл вместе со своим старшим братом Робертом принял ислам, первоначально присоединившись к «Нации ислама». Имя Халис Байян ему дал имам Варит Дин Мухаммед. Он был женат на Тие Синклер Белл и имел 10 детей. В 1998 году его сын Рашид выпустил свой дебютный альбом и достиг топ-40 хита в чарте Dance Club Songs с его дебютным синглом «Pride».
9 сентября 2020 года в возрасте 68 лет Белл умер у себя дома на Виргинских островах США. Причина смерти не указана, но смерть была описана как внезапная.

## Дискография

### Студийные альбомы
| Год  | Альбом                |
| ---- | --------------------- |
| 1969 | Kool and the Gang     |
| 1972 | Music Is the Message  |
| 1972 | Good Times            |
| 1973 | Wild and Peaceful     |
| 1974 | Light of Worlds       |
| 1975 | Spirit of the Boogie  |
| 1976 | Love & Understanding  |
| 1976 | Open Sesame           |
| 1977 | The Force             |
| 1978 | Everybody's Dancin'   |
| 1979 | Ladies' Night         |
| 1980 | Celebrate!            |
| 1981 | Something Special     |
| 1982 | As One                |
| 1983 | In the Heart          |
| 1984 | Emergency             |
| 1986 | Forever               |
| 1989 | Sweat                 |
| 1992 | Unite                 |
| 1996 | State of Affairs      |
| 2001 | Gangland              |
| 2004 | The Hits: Reloaded    |
| 2007 | Still Kool            |
| 2013 | Kool for the Holidays |

### Концертные альбомы
| Год  | Альбом                        |
| ---- | ----------------------------- |
| 1971 | Live at the Sex Machine       |
| 1971 | Live at PJ's                  |
| 1998 | Greatest Hits Live            |
| 2002 | Too Hot Live                  |
| 2010 | The Very Best-Live In Concert |

### Синглы
| Год  | Песня                                            |
| ---- | ------------------------------------------------ |
| 1969 | «Kool and the Gang»                              |
| 1969 | «The Gang’s Back Again» (A-side)                 |
| 1969 | «Kool’s Back Again» (B-side)                     |
| 1970 | «Kool It (Here Comes The Fuzz)»                  |
| 1970 | «Let the Music Take Your Mind»                   |
| 1970 | «Funky Man»                                      |
| 1971 | «Who’s Gonna Take the Weight (Part One)»         |
| 1971 | «I Want to Take You Higher»                      |
| 1971 | «N.T. Part I»                                    |
| 1972 | «Love the Life You Live, Part I»                 |
| 1972 | «Music Is the Message (Part 1)»                  |
| 1972 | «Funky Granny»                                   |
| 1972 | «Good Times»                                     |
| 1973 | «Country Junky»                                  |
| 1973 | «Funky Stuff»                                    |
| 1973 | «Jungle Boogie»                                  |
| 1974 | «Hollywood Swinging»                             |
| 1974 | «Higher Plane»                                   |
| 1974 | «Rhyme Tyme People»                              |
| 1975 | «Spirit of the Boogie» (A-side)                  |
| 1975 | «Summer Madness» (B-side)                        |
| 1975 | «Caribbean Festival»                             |
| 1976 | «Love and Understanding (Come Together)»         |
| 1976 | «Universal Sound»                                |
| 1976 | «Open Sesame — Part 1»                           |
| 1977 | «Super Band»                                     |
| 1978 | «Slick Superchick»                               |
| 1978 | «A Place in Space»                               |
| 1978 | «I Like Music»                                   |
| 1978 | «Everybody’s Dancin'»                            |
| 1979 | «Ladies' Night»                                  |
| 1979 | «Too Hot»                                        |
| 1980 | «Hangin' Out»                                    |
| 1980 | «Celebration»                                    |
| 1981 | «Take It to the Top»                             |
| 1981 | «Jones vs. Jones»                                |
| 1981 | «Take My Heart (You Can Have It If You Want It)» |
| 1981 | «Steppin' Out»                                   |
| 1981 | «Get Down on It»                                 |
| 1982 | «No Show»                                        |
| 1982 | «Big Fun»                                        |
| 1982 | «Let’s Go Dancin' (Ooh La, La, La)»              |
| 1982 | «Hi De Hi, Hi De Ho»                             |
| 1983 | «Street Kids»                                    |
| 1983 | «Straight Ahead»                                 |
| 1983 | «Joanna»                                         |
| 1984 | «Tonight»                                        |
| 1984 | «(When You Say You Love Somebody) In the Heart»  |
| 1984 | «Fresh»                                          |
| 1984 | «Misled»                                         |
| 1985 | «Cherish»                                        |
| 1985 | «Emergency»                                      |
| 1986 | «Victory»                                        |
| 1987 | «Stone Love»                                     |
| 1987 | «Holiday»                                        |
| 1987 | «Special Way»                                    |
| 1987 | «Peace Maker»                                    |
| 1988 | «Rags to Riches»                                 |
| 1988 | «Strong»                                         |
| 1988 | «Celebration» (ремикс)                           |
| 1989 | «Raindrops»                                      |
| 1989 | «Never Give Up»                                  |
| 1991 | «Get Down on It» (ремикс)                        |
| 1992 | «(Jump Up on The) Rhythm and Ride»               |
| 1996 | «Salute to the Ladies»                           |
| 2003 | «Ladies Night» (с Atomic Kitten)                 |
| 2004 | «Fresh» (с Liberty X)                            |
| 2004 | «Too Hot» (с Lisa Stansfield)                    |
| 2004 | «Get Down on It» (с Blue & Lil' Kim)             |
| 2005 | «Hollywood Swinging» (с Jamiroquai)              |
| 2005 | «No Show» (с участием Blackstreet)               |
| 2006 | «Steppin' into Love»                             |
| 2010 | «Miss Lead» (с участием Towanna)                 |
| 2016 | «Sexy (Where’d You Get Yours)»                   |